# ティグレ人
ティグレ人 は、エリトリアに居住するアフリカの民族。なお、しばしば混同されるが、主に低地に住みティグレ語を話すティグレ人と高地に住みティグリニャ語を話すティグライ人は全く別の民族である。ティグライ人のほとんどはエチオピアのティグレ州に居住しており、一方ティグレ人はほとんどがエリトリアに居住している。
なお、厳密にはティグレ人とはベニ・アメル族、メンサ族、ベイト・ジュク族など主にティグレ語を話す民族の総称であり、「ティグレ人」と自称する民族は存在しない。 また、「ティグレ」とは現地の言葉で「農奴」を意味する。

## 言語
主にアフロ・アジア語族、エチオピア・セム諸語に属するティグレ語を話す。ティグライ人の言語であるティグリニャ語と系統的に近く、両者は密接な関係にあるものの、相互理解可能性は低い。また、多数の方言が存在する。